# قلب اژدها ۳: نفرین جادوگر
قلب اژدها ۳: نفرین جادوگر (انگلیسی: Dragonheart 3: The Sorcerer's Curse) یک فیلم ویدئویی محصول مشترک آمریکا، انگلستان و رومانی در ژانر فیلم فانتزی و ماجراجویانه به کارگردانی کالین تیگ که در سال ۲۰۱۵ منتشر شد. همچنین این فیلم دنباله‌ای بر فیلم اژدهادل: شروعی تازه محسوب می‌شود.

## بازیگران
| نقش             | بازیگر            | فارسی دوبله |
| --------------- | ----------------- | ----------- |
| گرت             | جولیان موریس      | ----        |
| دراگو (صدای)    | بن کینگزلی        | ----        |
| لورن            | جسا آهلووالیا     | ----        |
| برده            | جونجو اونیل       | ----        |
| ترور            | جیک کوران         | ----        |
| رهنو            | تامزین مرچانت     | ----        |
| سر هرسا         | دومینیک مفهم      | ----        |
| سفالگر          | کریستوفر فیربنک   | ----        |
| بگیلدا          | وزما وانکه        | ----        |
| کالین           | هری لیستر اسمیت   | ----        |
| کاتبرت          | دانیل اورت -لوک   | ----        |
| سر وولفریک      | سربان کله         | ----        |
| علیصد           | دانکن پرستون      | ----        |
| فروشنده         | ایوان کمان        | ----        |
| اسکوایر ادوارد  | ادوارد فیلیپپونات | ----        |
| پیکت بدون دندان | پاول علیکی        | ----        |
| روستایی         | ولاد رادسکو       | ----        |
| ماتتهائوس       | متی فیتشانس       | ----        |
| لاد پیکت        | دنیس استفان       | ----        |

### فارسی دوبله اعتبار
- تاریخ انتشار:
- رسانه: دی وی دی / بلو ری
- مترجم:
- مدیر:

## داستان فیلم
هنگامی که شوالیه‌ای به نام گَرت به جستجوی یک ستاره دنباله دار که شایعه شده در آن مقداری طلا هست، می‌رود و به جای آن با یک اژدها مواجه می‌شود و…

## دنباله‌های این فیلم
قلب اژدها: نبرد برای قلب آتشین (۲۰۱۷)
قلب اژدها: انتقام (۲۰۲۰)